# الدروم (يريم)

تعديل مصدري - تعديل

الدروم محلة تابعة لقرية دخلة المسالمة، التابعة لعزلة ارياب بمديرية يريم إحدى مديريات محافظة إب في الجمهورية اليمنية.، بلغ تعداد سكانها 595 حسب تعداد اليمن لعام 2004.